# Campionati del mondo di ciclismo su pista 2018 - Scratch femminile
La gara di scratch femminile ai Campionati del mondo di ciclismo su pista 2018 si è svolta il 28 febbraio 2018.

## Risultati
Hanno preso parte alla competizione 22 ciclisti provenienti da 22 federazioni diverse.
| Posizione | Atleta             | Nazione     | Gap in giri |
| --------- | ------------------ | ----------- | ----------- |
| 1         | Kirsten Wild       | Paesi Bassi |             |
| 2         | Jolien D'Hoore     | Belgio      |             |
| 3         | Amalie Dideriksen  | Danimarca   |             |
| 4         | Nao Suzuki         | Giappone    |             |
| 5         | Jarmila Machačová  | Rep. Ceca   |             |
| 6         | Katie Archibald    | Regno Unito |             |
| 7         | Jasmin Duehring    | Canada      |             |
| 8         | Evgenia Augustinas | Russia      |             |
| 9         | Rachele Barbieri   | Italia      |             |
| 10        | Tetyana Klimchenko | Ucraina     |             |
| 11        | Verena Eberhardt   | Austria     |             |
| 12        | Aline Seitz        | Svizzera    |             |
| 13        | Justyna Kaczkowska | Polonia     |             |
| 14        | Olivija Baleišytė  | Lituania    |             |
| 15        | Lydia Gurley       | Irlanda     |             |
| 16        | Christina Birch    | Stati Uniti |             |
| 17        | Tatjana Paller     | Germania    |             |
| 18        | Ane Iriarte        | Spagna      |             |
| 19        | Alžbeta Bačíková   | Slovacchia  |             |
| 20        | Valentine Fortin   | Francia     |             |
| 21        | Hanna Tserakh      | Bielorussia |             |
| -         | Diao Xiaojuan      | Hong Kong   | DNF         |